# Lukas Podolski
Lukas Podolski (nascut amb el nom de Łukasz Podolski) és un futbolista alemany nascut a Polònia, que juga com a davanter, al Górnik Zabrze. Ha estat internacional amb la selecció alemanya. Destaca pel seu potent i precís peu esquerre, el seu xut explosiu, la seva tècnica i els seus atacs de sondeig des del costat esquerre.

## Biografia
Podolski va néixer a Gliwice, a la regió polonesa de Silèsia (que fins al 1945 va formar part d'Alemanya). El 1987, la seva família va exercir el dret d'assentar-se a Alemanya, ja que els avis de Lukas eren ciutadans alemanys. Va debutar amb l'1. FC Köln durant la temporada 2002-2003, temporada en la qual el seu equip va pujar a la Bundesliga, tot i que tornaria a baixar a segona la temporada vinent.
L'1 de juliol del 2006 es va anunciar el seu traspàs al Bayern München i, tot i que no es van donar detalls del cost del traspàs, s'estima que aquest va superar els 10 milions d'euros.
L'estiu del 2009 torna a l'1. FC Colònia per a poder gaudir de més minuts dels que ha tingut al Bayern de Múnic, i tenir així, més opcions d'anar convocat al proper mundial amb la selecció alemanya.

### Internacional
Tot i que va néixer a Polònia, Podolski juga amb la selecció de futbol d'Alemanya. El seu debut com a internacional es va produir el 6 de juny del 2004, en un partit en el qual Alemanya fou derrotada per Hongria 2 gols a zero.
Fou un dels integrants de la plantilla que el 2004 va participar en l'Eurocopa de Portugal, sent el jugador més jove de tota la plantilla alemanya. El 2006, va participar en el Mundial d'Alemanya, on va marcar tres gols i va aconseguir guanyar el Premi Gillette al millor jugador jove del torneig.
El 8 de maig de 2014 va ser inclòs pel seleccionador alemany Joachim Löw a la llista preliminar de 30 jugadors per la fase final del mundial de 2014. Posteriorment, el juny de 2014 fou ratificat com un dels 23 seleccionats per representar Alemanya a la Copa del Món de Futbol de 2014 al Brasil.

## Falsa atribució
La frase sovint atribuïda a Lukas Podolski “El futbol és com els escacs, però sense els daus” no va ser dita 
per ell. És del còmic i animador alemany Jan Böhmermann, que solia personificar el futbolista en un programa de ràdio setmanal, en un paper amb poques llums.